# Chinese Volleyball League 2005-2006 (maschile)
La Chinese Volleyball League 2005-2006 si è svolta dal 2005 al 2006: al torneo hanno partecipato 16 squadre di club cinesi e la vittoria finale è andata per la quarta volta, la terza consecutiva, allo Shanghai.

## Squadre partecipanti
| - Bayi - Beijing - Beijing Daxue - Fudan Daxue - Fujian - Guangdong - Hebei - Henan | - Hubei - Jiangsu - Liaoning - Shandong - Shanghai - Sichuan - Tianjin - Zhejiang |

## Premi individuali[1]
| Premio             | Giocatrice    | Squadra  |
| ------------------ | ------------- | -------- |
| MVP                | Chen Qiong    | Shanghai |
| Miglior attaccante | Wang Haichuan | Liaoning |
| Miglior muro       | Cui Xiaodong  | Shanghai |
| Miglior servizio   | Xie Wenhao    | Bayi     |
| Miglior allenatore | Chen Fulin    | Shanghai |

## Classifica finale[1]
| Pos | Squadra       | Verdetto                        |
| --- | ------------- | ------------------------------- |
| 1   | Shanghai      | Al campionato asiatico per club |
| 2   | Jiangsu       |                                 |
| 3   | Bayi          |                                 |
| 4   | Liaoning      |                                 |
| 5   | Zhejiang      |                                 |
| 6   | Sichuan       |                                 |
| 7   | Henan         |                                 |
| 8   | Beijing       |                                 |
| 9   | Fujian        |                                 |
| 10  | Shandong      |                                 |
| 11  | Tianjin       |                                 |
| 12  | Hebei         |                                 |
| 13  | Beijing Daxue |                                 |
| 14  | Hubei         |                                 |
| 15  | Fudan Daxue   |                                 |
| 16  | Guangdong     |                                 |